# Italienische Badmintonmeisterschaft 2008
Die Italienische Badmintonmeisterschaft 2008 fand vom 1. bis zum 3. Februar 2008 statt.

## Medaillengewinner
| Disziplin    | Gold                          | Silber                            | Bronze                           |
| ------------ | ----------------------------- | --------------------------------- | -------------------------------- |
| Herreneinzel | Marco Mondavio                | Giovanni Traina                   | Paolo Viola                      |
| Herreneinzel | Marco Mondavio                | Giovanni Traina                   | Giovanni Greco                   |
| Dameneinzel  | Elena Chepurnova              | Verena Leiter                     | Ira Tomio                        |
| Dameneinzel  | Elena Chepurnova              | Verena Leiter                     | Federica Panini                  |
| Herrendoppel | Luigi Izzo Giovanni Traina    | Christian Bernhard Alex Ziller    | Rosario Maddaloni Enrico Galeani |
| Herrendoppel | Luigi Izzo Giovanni Traina    | Christian Bernhard Alex Ziller    | Patrick Mattei Manuel Batista    |
| Damendoppel  | Marialuise Mur Verena Leiter  | Silvia Frittitta Elena Chepurnova | Silene Zoia Federica Panini      |
| Damendoppel  | Marialuise Mur Verena Leiter  | Silvia Frittitta Elena Chepurnova | Erika Biagiotti Ylenia Ficalora  |
| Mixed        | Enrico Galeani Marialuise Mur | Alex Ziller Verena Leiter         | Giovanni Traina Federica Panini  |
| Mixed        | Enrico Galeani Marialuise Mur | Alex Ziller Verena Leiter         | Luigi Izzo Erika Stich           |